# 창경궁 풍기대
창경궁 풍기대(昌慶宮風旗臺)는 조선시대 후기에 제작된 것으로 추정되며 창경궁에 있는, 바람의 방향과 세기를 재는 풍기를 세웠던 석대이다. 1985년 8월 9일 대한민국의 보물 제846호로 지정되었다.

## 조선시대의 풍기대
풍기대에 관해서 《증보문헌비고(增補文獻備考)》에 다음과 같이 기록되어 있다.
| “ | 대궐 가운데에는 풍기가 있는데 이는 곧 예부터 바람을 점치려는 뜻으로서, 창덕궁의 통제문 안과 경희궁의 서화문 안에 돌을 설치하고, 거기에 풍기죽(風旗竹)을 꽂아 놓았다. | ” |

이로부터 조선 후기에 궁궐에 돌로 만든 풍기대를 설치하고 거기에 풍기죽을 꽂아 바람을 점쳤던(측정했던) 사실을 알 수 있다. 또한, 궁궐에 세운 이런 풍기대는 조선왕조의 농업기상학에 대한 관심을 상징적으로 보여주는 유물로 여겨진다.

## 형태 및 특징
창경궁풍기대는 화강암으로 만들어졌다. 높이가 228cm이며, 하부 대석은 높이가 91cm 이고, 넓이는 가로·세로 모두 62cm이다. 상부 팔각기둥은 높이가 135cm, 상부구멍 지름은 11cm, 깊이가 33cm이다.
화강석을 다듬어 만든 풍기대 아래에 상을 조각한 대를 놓고, 그 위에 구름무늬를 양각한 팔각주를 세운 모양이다. 팔각주 맨 위의 중앙에는 깃대를 꽂은 구멍이 있고 그 아래 기둥 옆으로 배수 구멍이 뚫려 있다. 현재 풍기죽은 남아있지 않으나, <동궐도>에 따르면 삼지창을 맨 위에 꽂은 가늘고 긴 깃대를 풍기대의 구멍에 꽂았으며, 깃대에는 가늘고 매우 긴 깃발을 달았다. 풍기대에 '상풍간(相風竿)'이라는 글자가 새겨져 있다.

## 같이 보기
- 경복궁 풍기대
- 동궐도 - 화강석 풍기대 그림이 있다. 고려대학교 박물관 소장.

## 참고 자료
- 창경궁 풍기대 - 국가유산청 국가유산포털
- 본 문서에는 서울특별시에서 지식공유 프로젝트를 통해 퍼블릭 도메인으로 공개한 저작물을 기초로 작성된 내용이 포함되어 있습니다.